# Campinaçu
Campinaçu é um município brasileiro do estado de Goiás, Região Centro-Oeste do país. Sua população, segundo o Censo 2024 pelo Instituto Brasileiro de Geografia e Estatística (IBGE), era de 3 758 habitantes.

## História
A história de Campinaçu, localizado no norte do Estado, começou por volta de 1950, com a chegada de pioneiros como Mário Damaceno Duarte, Calumério Rodrigues Galvão e Clarismundo Rodrigues dos Santos. Eles se instalaram com suas famílias e vinham com o objetivo de desenvolver a agropecuária, atraídos pela fertilidade da terra na região. Inicialmente, o povoado ficou conhecido como Lagoa Campina Verde. Com a construção da Rodovia GO-241, ligando Santa Tereza a Formoso e Campinaçu a Minaçu, a cidade se desenvolveu rápido. Campinaçu tornou-se distrito de Minaçu, em 1974, e elevou-se a município em 14 de maio de 1982.

## Geografia
O município de Campinaçu, está localizado em uma região de muitas montanhas, seu ponto mais alto tem cerca de 1122 metros de altitude, fica localizado a cerca de 22 km da sede do município, próximo a região do gamelão -13,9116670, -48,7144440.
No município também está localizado o lago de serra da mesa um dos maiores lagos artificiais do Brasil além de alguns cursos d'água, destaque para rio ocão, rio praia grande, rio cana brava e rib palmeira.